# Eragrostis fauriei
Eragrostis fauriei är en gräsart som beskrevs av Jisaburo Ohwi. Eragrostis fauriei ingår i släktet kärleksgrässläktet, och familjen gräs.
Artens utbredningsområde är Taiwan. Inga underarter finns listade i Catalogue of Life.